# خرابی برفکی
برفک( به انگلیسی Snow Crash)، رمانی علمی تخیلی از نیل استیونسون نویسنده آمریکایی است که در سال ۱۹۹۲ منتشر شد. مانند بسیاری از رمان‌های استیونسون، تاریخ، زبان‌شناسی، مردم‌شناسی، باستان‌شناسی، دین، علوم کامپیوتر، سیاست، رمزنگاری، یاده‌شناسی و فلسفه را در برمی‌گیرد.
استیونسون در مقاله خود در سال ۱۹۹۹ با عنوان " در آغاز. . . خط فرمان بود عنوان رمان را به عنوان اصطلاح خود برای توصیف یک حالت خرابی نرم افزار خاص در رایانه‌های اولیه مکینتاش توضیح داد. استیونسون در مورد مکینتاش نوشت که "وقتی کامپیوتر از کار افتاد و در بیت مپ چرندیات نوشت، نتیجه چیزی بود که به‌طور مبهمی مانند برفک به نظر می‌رسید - یک "خرابی برفکی '". استیونسون همچنین اشاره کرده است که کتاب جولیان جینز با نام «خاستگاه خودآگاهی در فروپاشی ذهن دوجایگاهی» (به انگلیسیThe Origin of Consciousness in the Breakdown of the Bicameral Mind) یکی از عمده‌ترین تأثیرات را بر خرابی برفکی گذاشته است. برخی واژه‌های مرسوم وب سه مانند متاورس از ابداعات این کتاب است و امروز عمومیت بالایی پیدا کرده است. همچنین این کتاب به انتخاب مجله تایم در بین ۱۰۰ رمان برتر زبان انگلیسی در بین سالهای ۱۹۲۳ تا ۲۰۰۵ قرار گرفته است.
این کتاب زبان سومری را به‌عنوان زبان برنامه‌نویسی ثابت‌افزار برای ساقه مغز، که ظاهراً به‌عنوان بایوس برای مغز انسان عمل می‌کند، ارائه می‌کند. با توجه به شخصیت‌های کتاب، الهه اشیره تجسم یک ویروس زبانی، شبیه به یک ویروس کامپیوتری است. خدای انکی ضد برنامه‌ای ایجاد کرد که آن را نام شوب نامید که باعث شد همه بشریت به عنوان محافظت در برابر اشیره به زبان‌های مختلف صحبت کنند. (تفسیری مجدد از داستان باستانی خاور نزدیک برج بابل).

## ترجمه‌ها
این کتاب، با نام‌های مختلف به فارسی ترجمه شده است: از جمله برفک (پیمان اسماعیلیان، انتشارات باژ)، اسنو کرش (جادی میرمیرانی، انتشارات پژوهندگان عصر حکمت)، سقوط برف (محمد آذرشب، انتشارات زرین اندیشمند)